# Jana Rawlinson
Jana Rawlinson, z domu Pittman (ur. 9 listopada 1982 w Sydney) – australijska lekkoatletka, płotkarka i członkini australijskiej narodowej reprezentacji sztafety 4 × 400 metrów kobiet, dwukrotna mistrzyni świata (z Paryża w 2003 i z Osaki w 2007) w biegu na 400 metrów przez płotki, olimpijka z Aten w 2004. Jest również czterokrotną mistrzynią Igrzysk Wspólnoty Narodów: dwukrotnie w biegu na 400 metrów przez płotki i dwukrotnie w sztafecie 4 × 400 metrów (Manchester (2002) i Melbourne (2006)).
Po serii kontuzji uniemożliwiających jej występy w najważniejszych lekkoatletycznych zawodach podjęła w październiku 2012 treningi bobslejowe. W pierwszych zawodach wzięła udział w styczniu 2013. W konkurencji bobslejowych dwójek zajęła 16. miejsce na mistrzostwach świata (2013) oraz 14. miejsce podczas igrzysk olimpijskich (2014).
Do kwietnia 2006 występowała pod nazwiskiem panieńskim jako Jane Pittman.

## Sukcesy

### Mistrzostwa Świata
| Mistrzostwa Świata | Miejsce | Data             | Konkurencja                | Wynik   | Miejsce    |
| ------------------ | ------- | ---------------- | -------------------------- | ------- | ---------- |
| Paryż 2003         | Paryż   | 28 sierpnia 2003 | Bieg na 400 m przez płotki | 53,22 s | 1. miejsce |
| Osaka 2007         | Osaka   | 30 sierpnia 2007 | Bieg na 400 m przez płotki | 53,31 s | 1. miejsce |

### Pozostałe imprezy
- złoty medal Mistrzostw Świata Juniorów Młodszych w Lekkoatletyce (bieg na 400 metrów przez płotki Bydgoszcz 1999)
- dwa złote medale Mistrzostw Świata Juniorów w Lekkoatletyce (bieg na 400 metrów i bieg na 400 metrów przez płotki Santiago 2000)
- 3. miejsce w Pucharze Świata w Lekkoatletyce (bieg na 400 metrów przez płotki Madryt 2002)
- 5. miejsce na Igrzyskach Olimpijskich (bieg na 400 metrów przez płotki Ateny 2004)
- 2. miejsce podczas Światowego Finału IAAF (bieg na 400 metrów przez płotki Stuttgart 2007)

## Rekordy życiowe
- bieg na 100 metrów – 11,94 s (2001)
- bieg na 200 metrów – 23,60 s (1999)
- bieg na 300 metrów – 36,34 s (2003)
- bieg na 400 metrów – 50,43 s (2003)
- bieg na 800 metrów – 2:04,03 min (2005)
- bieg na 100 metrów przez płotki – 13,92 s (2000)
- bieg na 400 metrów przez płotki – 53,22 s (2003)